# BbyMutha
Brittnee Moore, dite BbyMutha, née en 1989, est une rappeuse américaine.
En 2017, après avoir commencé  sa carrière sur SoundCloud, elle gagne en notoriété grâce à la publication en ligne du clip de sa chanson Rules, devenu viral. 

## Biographie
Brittnee Moore naît le 15 septembre 1989, à Chattanooga, dans le Tennessee, aux États-Unis. Au moment de sa naissance, ses deux parents sont encore lycéens. Elle est élevée uniquement par sa mère, fervente chrétienne, en raisons des violences familiales commises par son père à leur encontre . Elle a un frère cadet.
Dès l'enfance, Brittnee Moore aime écrire, rédiger de la poésie et écouter du rap durant ses vacances. Après avoir remporté un concours de danse à l'école primaire, aux côtés de ses cousins, son intérêt pour la musique se développe. Vers l'âge de quinze ans, elle commence à rapper au sein d'un groupe formé avec ses cousins, appelé Money over Niggas.
Dès l'âge de dix-sept ans, elle joue sous le nom de scène de Cindyy Kushh, avant de le changer en BbyMutha. Ce nom est inspiré par le fait d'être appelée Baby Mama (« Bébé Maman »), par la nouvelle partenaire de son ex-compagnon.

## Musique

### Activité musicale
C'est en avril 2012, avec le titre Slut, publiée sur SoundCloud, que BbyMutha fait l'objet d'une première reconnaissance en tant qu'artiste solo.
En décembre 2015, elle sort un EP composé de trois chansons, intitulé Weave. Un an plus tard, en décembre 2016, son nouvel EP, titré Glow Kit , est classé dans les 20 best Bandcamp releases of 2017 (« les 20 meilleures sorties Bandcamp de 2017 »), puis le morceau Rules, produit par Luna God, sort en single. Le clip de ce dernier est publié en août, sur YouTube, où il devient rapidement viral, ce qui attire l'attention de R&B[incompréhensible], SZA et Kehlani. Le morceau est repris par Björk, dans le cadre d'un DJ set. Le magazine musical FADER classe la chanson dans le top des 101 best songs of 2017 (« 101 meilleures chansons de 2017 »). En 2019, le titre est inclus dans la bande originale de la série originale Ramy, produite par Hulu. De plus, le morceau Indian Hair figure sur la bande originale de la deuxième saison de la série Dear White People, produite par Netflix, en 2018
En janvier 2018, l'EP Muthaz Day 2, qui comprend des productions de Rock Floyd et Crystal Caines, sort dans les bacs. Il est suivi par BbyShoe, publié un mois plus tard, en février 2018, qui est salué par de nombreuses critiques positives et reçoit également les éloges de Pitchfork.
En mai 2018, BbyMutha sort un EP surprise, intitulé Free Brittanee puis, en juin 2018, joue dans le cadre de la Toronto Pride.
Le 28 août 2020, son premier album studio, titré Muthaland, sort enfin sur les plateformes de distribution musicales. Les critiques élogieuses saluent la qualité des paroles et la créativité. Pitchfork attribue la note de 8 pour l'album et le critique musical Dylan Green écrit : It’s a deliriously entertaining, ambitious project from an artist operating at her peak (« C'est un projet ambitieux et divertissant, réalisé par une artiste au sommet de sa forme »).

### Retraite et come-back
BbyMutha exprime sur son compte Twitter ses frustrations, expliquant à quel point la création de l'album Muthaland lui a causé du stress, et annonce qu'elle met un terme à sa carrière musicale. Elle annonce qu'elle ouvre une pharmacie paramédicale, nommé Mutha Magick Apothecary, où elle vend des savons, des bougies et des huiles essentielles, et évoque l'éventuelle sortie d'un mini-EP, exclusivement disponible sur la plateforme OnlyFans, ainsi que la prochaine diffusion d'un documentaire. Peu de temps après, elle nie avoir annoncé sa prétendue retraite et, le 2 mars 2021 effectue un come-back en sortant un EP, titré Muthaleficient 2.
Le 10 mai 2021, elle diffuse le troisième volume de ses EP Bastard Tapes, The Bastard Tapes, Vol. 3, que Tom Breihan, décrit dans le magazine Stereogum, comme « [not] as musically far-out as Muthaleficent 2. Instead, it’s mostly hard, fundamental Southern rap. [...] Mostly, though, the appeal is just Bbytalking fly, charismatic, nasty shit. She is extremely good at doing that ». (« [pas] aussi éloigné musicalement que Muthaleficent 2. Au lieu de cela, c'est surtout du rap sudiste dur et fondamental. [...] Mais l'attrait de Bby réside surtout dans le fait qu'elle parle de façon charismatique et méchante. Elle est extrêmement douée pour cela »).

### Influences
Lorsqu'elle mentionne les artistes qui l'influencent, BbyMutha crédite Gucci Mane et mentionne des artistes issus du Southern Hip-hop, tels que Trina, La Chat et Gangsta Boo. Elle explique que sa musique est fortement influencée par sa vie dans le ghetto de Chattanooga et son éducation religieuse dans le Tennessee, en pleine zone Bible Belt.
Elle apprécie la mode colorée et porte fréquemment différentes perruques. En matière de style, elle cite l'influence de Jimi Hendrix, Lil Kim et Kelis.

## Vie privée
Brittnee Moore s'identifie en tant que bisexuelle.
Victime de harcèlement durant sa scolarité, elle déménage vers l'âge de douze ans, avec sa mère, à Pensacola, où elle est internée dans un service de psychiatrie après avoir agressé physiquement un enseignant de son école. C'est alors que lui sont diagnostiqués une dépression et un TDAH. Expulsée de l'école, elle retourne au Tennessee. À l'âge de treize ans, elle commence à vendre de la drogue puis, à dix-sept ans, donne naissance à des jumeaux, Mekel et Mekeila, qu'elle élève seule car, selon elle, le père des enfants serait pédophile.
Elle travaille plusieurs années dans le commerce de détail et des centres d'appels, puis déménage à Nashville pour étudier le stylisme. Elle donne naissance une nouvelle fois à des jumeaux, Khloe et Tyler. Le père des seconds jumeaux est violent et désapprouve sa carrière de rappeuse, ce qui la conduit à faire une pause professionnelle. Après l'avoir quitté, elle s'installe à Chattanooga avec ses quatre enfants, à proximité de son père, qui s'en occupe lorsqu'elle voyage pour se produire. En 2015, Brittnee Moore déclare avoir vécu trop de relations malsaines pour en commencer de nouvelles.

## Discographie

### Albums studio
- 2020 - Muthaland
- 2024 - Sleep Paralysis

### EP
- Belkin54G (2014)
- Muthaz Day (2015)
- Weave (2015)
- Glow Kit : Blk Girl (2016)
- BbyShoe (2018)
- Free Brittnee (2018)
- Muthaz Day 2 (2018)
- Muthaz Day 3 (2018)
- The Bastard Tapes, Vol. 1 (2018)
- The Bastard Tapes, Vol. 2 (2019)
- Muthaleficient (2020)
- idntlikeu (2020)
- Muthaleficient 2 (2021)
- The Bastard Tapes, Vol. 3 (2021)